# Skálavík
Skálavík er en bygd på Færøerne på Sandoy og administrationscentrum samt eneste bebyggelse i Skálavíkar kommuna. 1. januar 2025 havde Skálavíkar kommuna 170 indbyggere. Kommunen omfatter blandt andet Sandoys højeste fjeld, Tindur (479 moh.), mens landskabet derudover mest er lavtliggende og småkuperet. Skálavík er med sin spredte bebyggelse en udpræget landbrugsbygd med en stor indmark, hvor gården Dalsgarður har Færøernes største indmark. Foreningen Veltan dyrker også grøntsager i Skálavík med henblik på salg og lokalt forbrug.
Der drives en del fiskerivirksomheder med base i bygdens lille havneanlæg fra 1970'erne.
Firmaet Bakkafrost er i gang med at bygge et recirkulations anlæg til lakseyngel, som forventes at sættes i gang i foråret 2026. Efter et år forventes det at stå helt færdigt. Anlægget kommer at have en kapasitet på 6,5 milloner lakseyngel på 500g. 30-35 mennesker kommer til at arbejde på anlægget.[kilde mangler]
Forsamlingshuset Keldan danner rammen om store dele af det sociale liv i bygden.
Sandoyarstevna i Skálavík, en slags miniudgave af Ólavsøka. Og flytter mellem bygdene Skopun, Sandur, Húsavík og Skálavík
I Skálavík findes blandt andet en lille hyggelig Cafe, en restaurant og pensionat.
En vandresti går til Húsavík i syd.

## Kirken
Skálavík er et annekssogn i Sandoyar prestagjald med Skálavíkar kirkja som sognekirke. Administrativt var Skálavíkar sogn en del af Sandoyar prestagjalds kommuna fra indføringen af det lokale selvstyre i 1872.
Skálavíkar kirkja er bygget i sten og indviet den 6. september 1891. Den har græstag og minder om de andre kirker fra denne periode. Over vestenden er der opført en tagrytter med hvidt (tidligere grønt) pyramidetag. Altertavlen er et maleri "Nadveren" skænket. Døbefonten står på en sølje med tre ben og har et messingfad. Tre relieffer udskåret af bonden Tróndur á Trøð (f. 1846) forestiller apostlene og Bileam med æslet. Kirkeskibet er en model af sluppen Kittiwake. De er tre kirkeklokker i kirken, to små hvoraf den ene er en tidligere skibsklokke fra "Scotland" som gik på grund i 1904.  I 1922 fik kirken som den første på Færøerne et pibeorgel.

## Eftirskúlin Brúgvin
Rederen Eiler Jacobsen, som er opvokset i Skálavík, byggede i 2011 konferencecenteret Depilin í Skálavík. Senere har fungeret som hotel, men siden 2020 har det huset en kristen efterskole.
Efterskolen, der har cirka 30 elever. Foruden samfundsfag kan eleverne vælge mellem to boglige valgfag, som kan være dansk, færøsk, engelsk eller matematik.

## Historie
Bygden nævntes første gang i Hundebrevet fra slutningen af 1300-tallet, men er sandsynligvis en del ældre. Den er sikkert grundlagt i vikingetiden tæt ved havet og senere flyttet længere ind i dalen tidlig i 1600-tallet.
Dalsgarður i Skálavík var en af de største kongsgårde på Færøerne og blandt andet bosted for lagmand Jákup Jógvansson. Stedet havde også sit eget postkontor fra 1. oktober 1918 til 12. januar 2007.
Skálavíkar kommuna blev udskilt fra Sands kommuna i 1930.
I slutningen af januar 2008 var Skálavík et af de steder, som blev hårdest ramt af et stormvejr. Mange fiskerbåde sank eller blev knust til pindebrænde i havnen i Skálavík. De første både blev først hævet fra havnebassinnet den 7. februar. Reparationen af selve havneanlægget blev påbegyndt i slutningen af juni samme år.

## Kendte personer fra Skálavík
- Heðin Brú (1901 – 1987), forfatter
- Jóannes Dalsgaard (1940 –), historiker og politiker (JF)
- Asbjørn Joensen (1927 – 1993), rektor og politiker (SF)
- Kristian Osvald Viderø (1906 – 1991), præst, forfatter og bibeloversætter
- Brandur Hendriksson (1995-), professionel fodboldspiller (FC København)